# Rochester, Texas
Rochester är en kommun (town) i Haskell County i Texas. Vid 2010 års folkräkning hade Rochester 324 invånare.